# Thai ridgeback dog
Thai ridgeback dog är en hundras från Thailand. Den är en jagande pariahund (urhund) som bland annat använts för jakt på harar och hjortdjur samt som vakthund. Den mothårs växande hårkammen på ryggen (ridge efter engelskans ord för ås) är ett av rasens kännetecken.

## Historia
Rasen härstammar huvudsakligen från de östliga provinserna Trat, Chanthaburi och Rayong där hundtypen skall ha hållits isolerad utan främmande inblandning. Historiska dokument från den västliga vietnamesiska ön Phu Quoc och från den thailändska staden Ayutthaya norr om Bangkok som är omkring 350 år gamla beskriver hundar av samma typ med den speciella ridgen.
Enligt en teori skulle det finnas samband med den sydvästafrikanska ridgeförsedda khoihunden som finns i härstamningen för rhodesian ridgeback. Hundar skulle ha förts i endera riktningen genom arabiska handelsförbindelser över Indiska oceanen. Dessa förbindelser existerade redan på 900-talet. En annan möjlighet är förstås att samma mutation uppträtt vid olika tillfällen på olika platser.
I Thailand och Kambodja har hittats 3000 år gamla grottmålningar som moderna uttolkare har velat se som föregångare till thai ridgeback dog.
Den thailändska kennelklubben bildades 1975 och denna adopterade genast thai ridgeback dog. 1993 blev rasen erkänd av Fédération Cynologique Internationale (FCI). 1994 fanns cirka 5 000 registrerade thai ridgeback i Thailand, men utanför hemlandet är rasen fortfarande ovanlig.

## Egenskaper
Thai ridgeback-hundar kan ibland vara reserverade inför främlingar men får inte vara aggressiva eller extremt skygga. De ska vara mycket aktiva och har ofta en utmärkt förmåga att hoppa. Rasen är även mycket härdig och sund och är ofta en mycket trogen familjehund. 
Förr var thai ridgeback dog en mycket vanlig jakt- och vakthund, men den har numera blivit mer av en sällskapshund. Den används dock i viss utsträckning fortfarande som vakthund i Thailand. Ett annat traditionellt användningsområde var som eskorthund till ekipage med vagn. Då den är aktiv och utmärkt hoppare fungerar den mycket bra inom agility. 

## Utseende

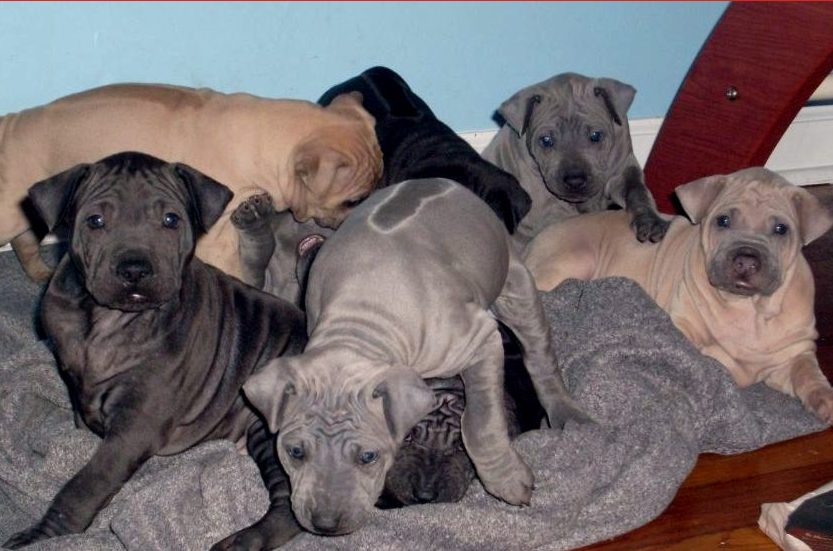
Thai Ridgeback är alltid enfärgad i kastanjerött, svart, silver eller blå.

Thai ridgeback dog är en medelstor hund med en mankhöjd på cirka 56–61 cm för hanar och 51–56 cm för tikar. Rasen är korthårig och ska alltid ha en ridge på ryggen (ett område där pälsen växer i motsatt riktning). 8 olika grundformer på ridgen är tillåtna. Pälsen i övrigt ska alltid vara kort, mjuk och enfärgad. Avsaknad av ridge eller lång päls leder automatiskt till att hunden inte blir godkänd. 
Rasen har fyra tillåtna färger, kastanjeröd i olika nyanser, blå, silver eller svart. Ögonfärgen ska harmonisera med pälsfärgen. Hos blåa eller silverfärgade hundar är bärnstensfärgade ögon godkända medan övriga hundar ska ha mörkt bruna ögon. Nosen ska alltid vara svart och det är mycket vanligt att hundarna har mörka fläckar på tungan.
Thai ridgeback är en spänstig och elegant hund. Kroppslängden är något större än mankhöjden men hunden får inte verka långsatt. Hunden är väl musklad. Hjässan är flat och sluttar ner mot stopet och nospartiet är kilformat och kraftigt. Läpparna ligger stramt an mot käkarna. Ögonen är medelstora och mandelformade medan öronen är stora, trekantiga och rättupstående, samt lätt framåtlutande. Öronen får inte kuperas på rasen. Halsen är stark och muskulös och huvudet bärs högt. Buklinjen är uppdragen som hos en dobermann men får inte vara för uppdragen. Frambenen skall vara raka med kraftig benstomme och klorna är svarta eller bruna. 
Huden hos en thai ridgeback skall vara mjuk och smidig och väl åtsmitande, men hos valpar är huden lös. När hundarna sedan växer fyller de ut huden som då blir stram. Rasen har att naturligt långt steg med parallella rörelser som inte får vara slängiga eller rullande.